# 室岡悟
室岡 悟（むろおか さとる、12月7日 - ）は、日本の俳優、司会者。和光大学人文学部文学科卒業。東京アナウンスアカデミー卒業。
小林賢太郎の舞台や映像作品に多く出演している。
2009年8月に結婚したことが安田ユーシ、犬飼若博らのブログで明かされている。

## 出演
- 小林賢太郎プロデュース公演
  - Good day house(大家さん)
  - Sweet7(謎の男・室岡)
  - Paper Runner(編集長・室岡)
- ラーメンズ特別公演「零の箱式」(西田征史、三宅信太郎とともに客演)
- Rahmens presents Golden Balls Live(舞台上には登場せず、スクリーン上およびDVDのおまけシーンにのみ登場)